# غريغوري أبوت
غريغوري أبوت (بالإنجليزية: Gregory Abbott) (و. 1954  م) هو مغني، وملحن، وكاتب أغاني، ومنتج أسطوانات أمريكي، ولد في نيويورك، يستخدم آلات بيانو.

## التعليم
تعلم في جامعة كاليفورنيا، بركلي.

## روابط خارجية
- غريغوري أبوت على موقع IMDb (الإنجليزية)
- غريغوري أبوت على موقع ميوزك برينز (الإنجليزية)
- غريغوري أبوت على موقع أول ميوزيك (الإنجليزية)
- غريغوري أبوت على موقع ديسكوغز (الإنجليزية)